# Longuenoë
Longuenoë är en kommun i departementet Orne i regionen Normandie i nordvästra Frankrike. Kommunen ligger i kantonen Carrouges som tillhör arrondissementet Alençon. År 2018 hade Longuenoë 120 invånare.

## Befolkningsutveckling
Antalet invånare i kommunen Longuenoë
| Referens: INSEE |